# Proton Wira
Proton Wira (в пер. с мал. герой) — переднеприводной легковой автомобиль малого класса, выпускающийся малайзийской компанией Proton Edar Sdr Holding с 21 мая 1993 по июнь 2009 года. Пришёл на смену автомобилю Proton Saga 1 поколения. Вытеснен с конвейера моделью Proton Waja. Платформа взята от японской модели Mitsubishi Lancer 4 поколения.

## История

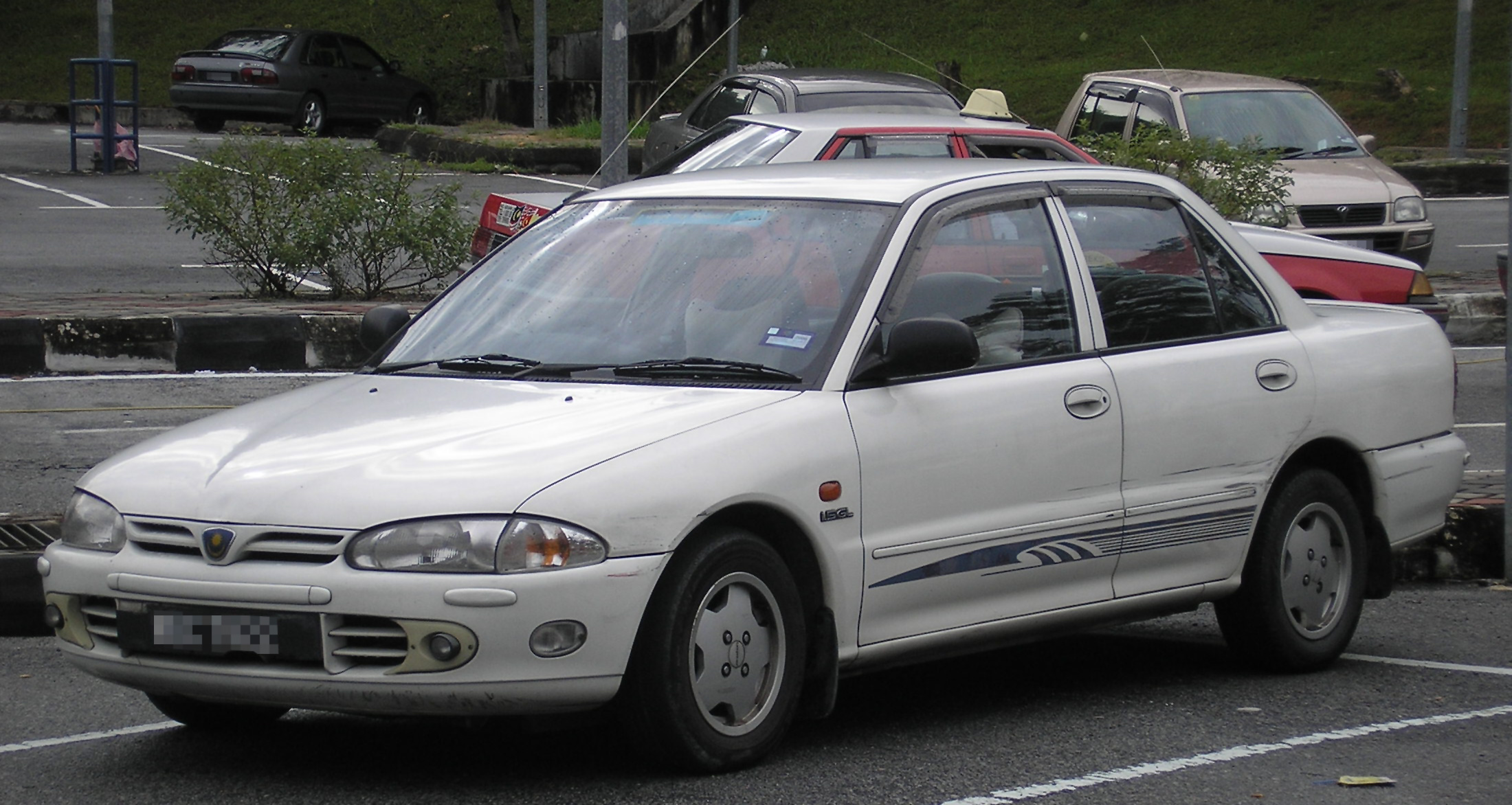
Автомобиль-седан Proton Wira до фейслифтинга

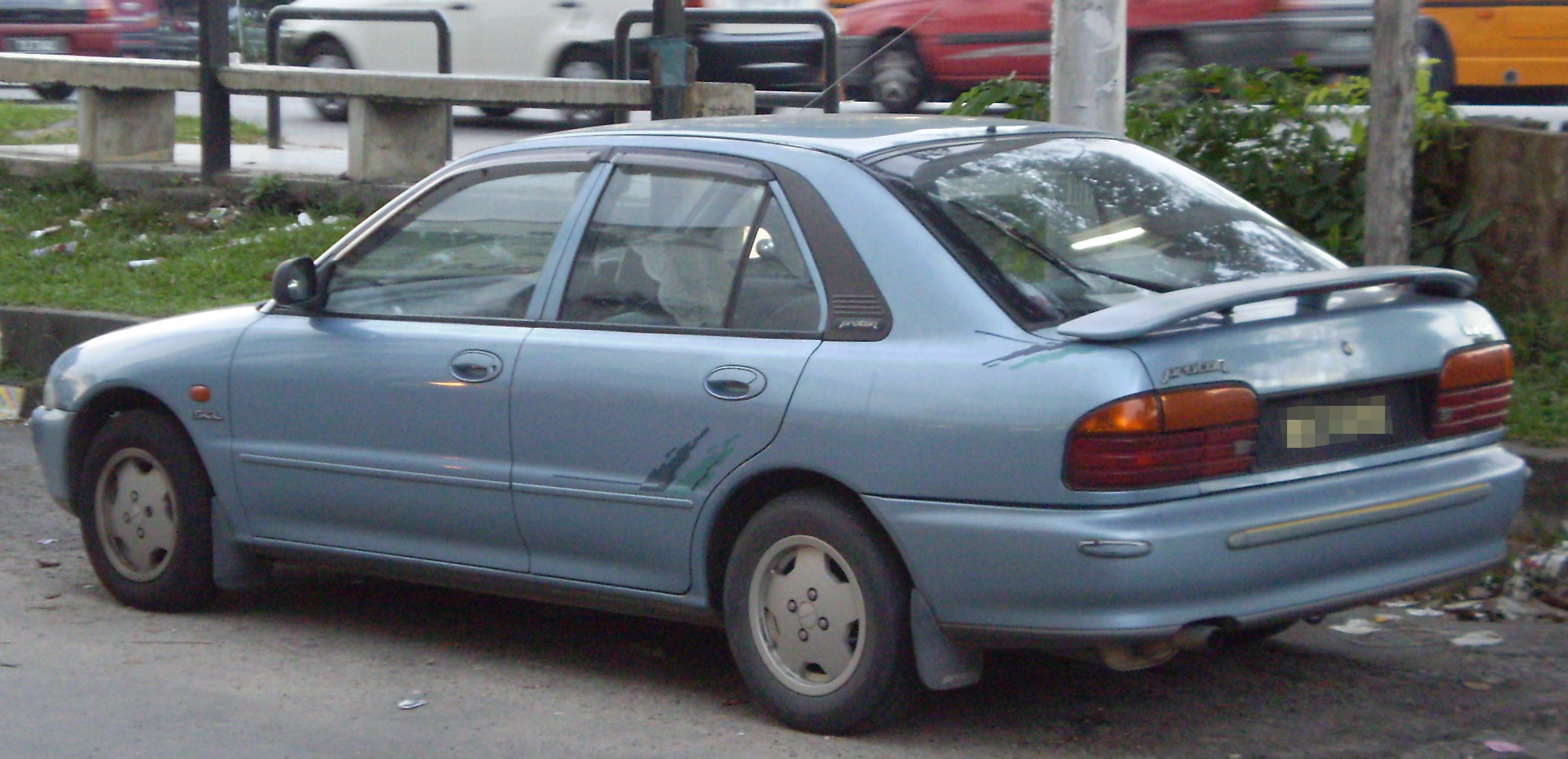
Proton Wira Aeroback до фейслифтинга

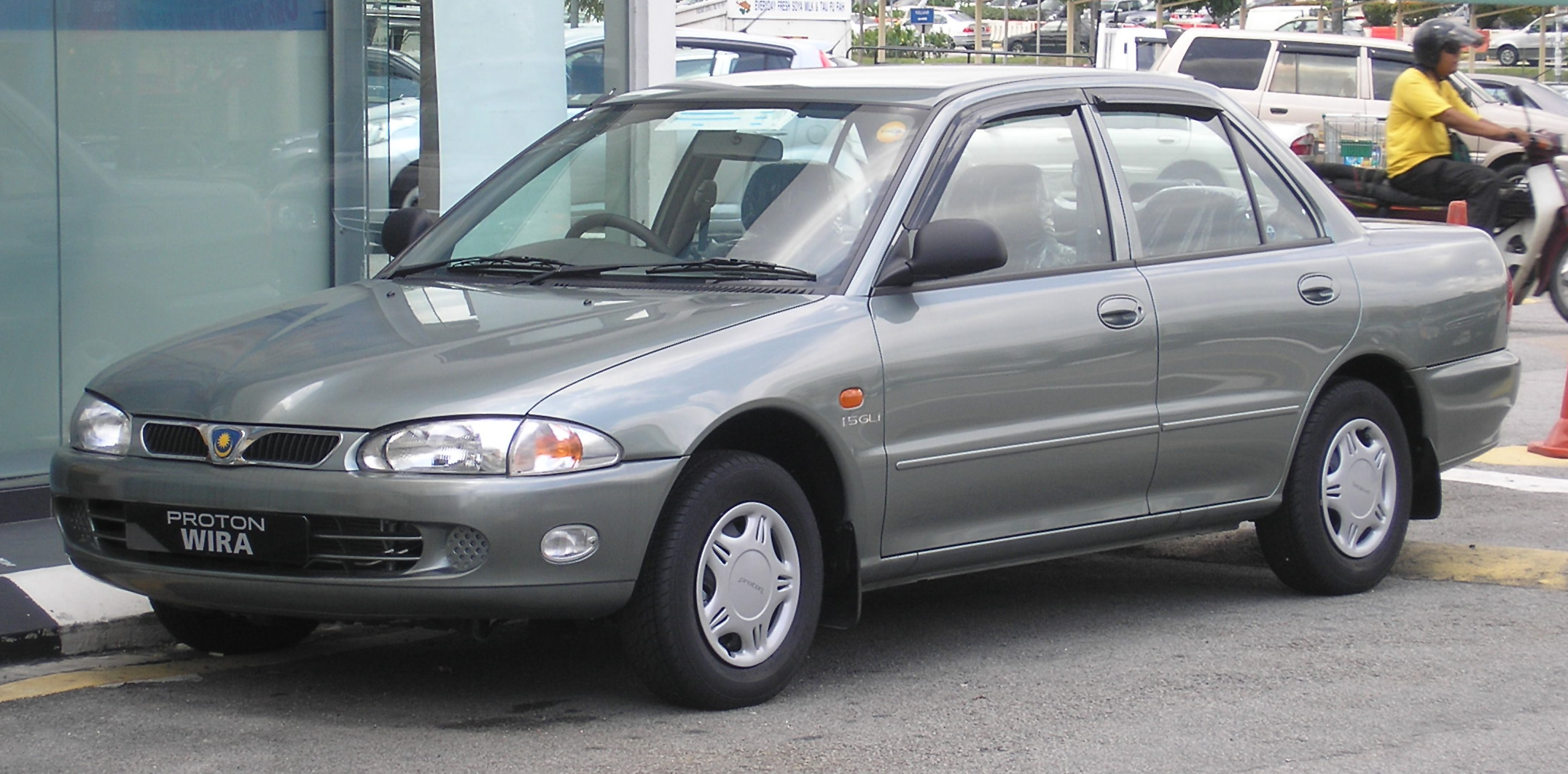
Фейслифтинг Proton Wira

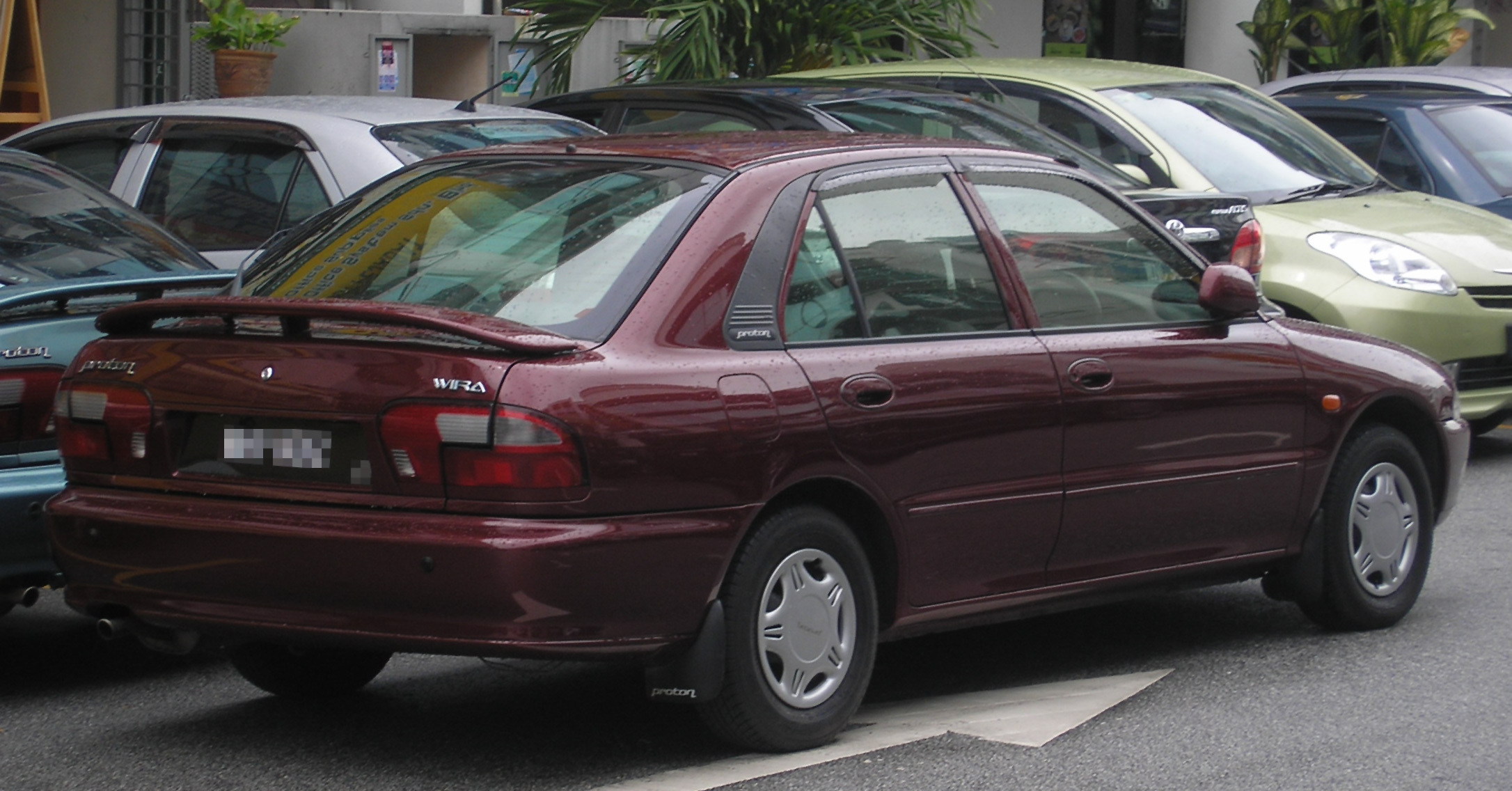
Фейслифтинг Proton Wira Aeroback

Автомобиль Proton Wira впервые был представлен 21 мая 1993 года в качестве четырёхдверного седана на платформе CB2A—CB4A—CD9A автомобиля Mitsubishi Lancer 4 поколения, но в стиле Proton. Передний бампер и крылья взяты от модели Mitsubishi Mirage. Задние фонари позаимствованы у модели Mitsubishi Galant. Модификации — 1.5 GL MT, 1.5 GL AT и 1.6 XLi AT. В октябре 2003 года было налажено производство хетчбэка Proton Wira Aeroback.
В 1994 году был произведён автомобиль модификации 1.6 XLi MT.
В 1995 году автомобиль Proton Wira прошёл фейслифтинг. В значительной степени были обновлены радиаторная решётка и светотехника. В модельный ряд была добавлена модель Wira 1.3 GL MT с дизельными двигателями внутреннего сгорания. Тахометр отсутствует.
В 1996 году в модельный ряд были добавлены модели Wira 1.3 GL и Wira 1.8 EXi с автоматической трансмиссией и антиблокировочной системой. В 1999 году эти автомобили получили радиаторную решётку от моделей 1.5 и 1.6. В результате автомобили получили индексы Wira 1.3 GLi и 1.5 GLi.
Начиная с 2001 года, автомобили Proton Wira 1.3 GLi и Proton Wira 1.5 GLi производились на немецкой платформе Continental Automotive GmbH. Прекращено производство моделей 1.6 XLi и EXi. Подвеска взята от британского производителя Lotus Cars.
В 2004 году автомобиль Proton Wira прошёл второй фейслифтинг путём очередного обновления радиаторной решётки, переднего бампера и колёсных дисков. Производство автомобилей Proton Wira завершилось в июне 2009 года.